# Partido Centrista Republicano
O Partido Centrista Republicano foi um partido político português,  do tempo da I República, fundado em Outubro de 1917 como uma dissidência do Partido Evolucionista, situando-se, não obstante o nome, à sua direita no espectro parlamentar. Era liderado pelo médico Egas Moniz. Entre as suas grandes figuras tinha o general Simas Machado, o capitão Tamagnini Barbosa, Vasconcellos e Sá, Malva do Vale e o padre Casimiro Rodrigues de Sá. Outras figuras de destaque foram o general Manuel Gomes da Costa (Presidente da Assembleia Geral do Partido), o coronel e então director do Colégio Militar Eduardo de Almeida (Vice-Presidente da Assembleia Geral), João Henriques Pinheiro (Presidente da Comissão Política), tenente Jerónimo Osório de Castro (Vice-Presidente da Comissão Política), o capitão Eurico Cameira, Ângelo Ribeiro, Alfredo Machado, Francisco Newton de Macedo, Alberto Osório de Castro (Presidente da Direcção do Centro/Grémio Centrista de Lisboa), Jorge Couceiro da Costa (Presidente da Assembleia Geral do Centro/Grémio Centrista do Porto), Alberto Madureira, João Ruella Ramos e Francisco Cunha Leal.
O seu objetivo primacial era a constituição de uma grande coligação dos partidos de direita, para fazer face ao governo do Partido Democrático. Por isso não é de admirar que os centristas apoiaram a ditadura de Sidónio Pais, tendo acabado por se fundir com os seus apoiantes no Partido Nacional Republicano, em abril de 1918.